# Trente-six fugues de Reicha
Les Trente-six fugues constituent un recueil de pièces pour piano-forte composées par Antoine Reicha, de 1797 à 1803, et publiées à Vienne en 1804. Elles présentent un « nouveau système » pour la composition des fugues. L'ensemble porte parfois le numéro d'op.36 dans le catalogue des œuvres du compositeur tchèque.
Pour Maurice Emmanuel, « les Trente-six fugues pour le piano-forte éclairent, mieux que toute autre œuvre de Reicha, les tendances personnelles de l'auteur ».

## Contexte

### Composition et publication

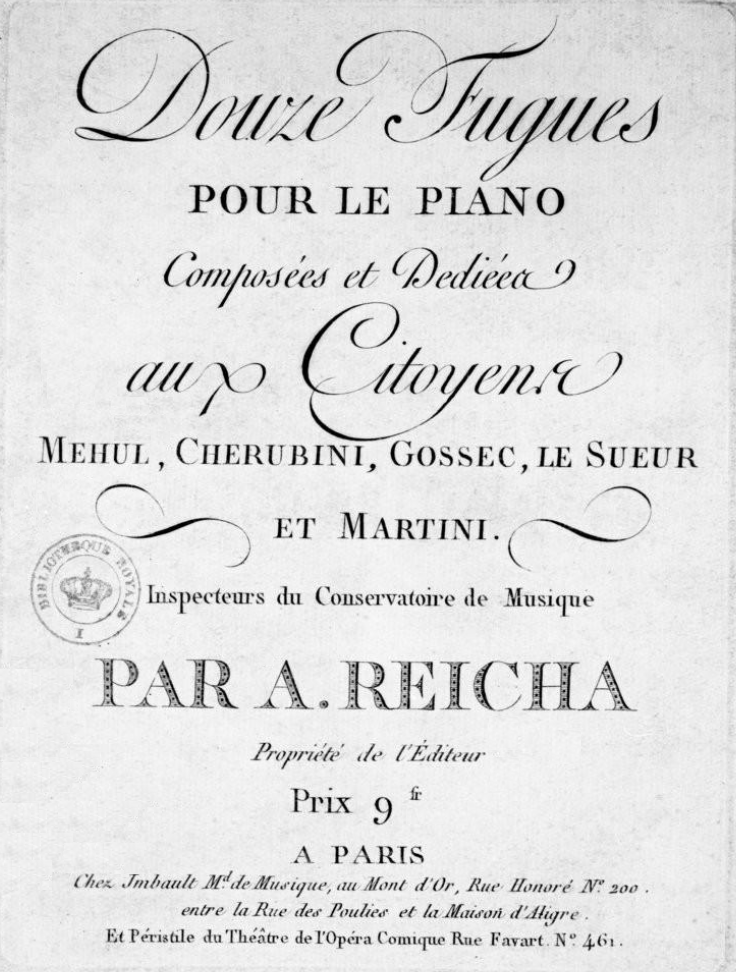
Page de titre de l'édition originale des Douze Fugues (1801).

Antoine Reicha commence probablement à composer des fugues durant son court séjour à Hambourg. En 1799, il s'installe à Paris et publie un premier recueil de douze fugues, les futures no 1, 2, 4, 8, 20 à 23, 25 à 27 et 35. Le compositeur modifie l'ordre de ces douze pièces pour les intégrer dans le recueil complet :
| Intégration des Douze fugues dans le recueil définitif |                          |
| Douze fugues (1801)                                    | Trente-six fugues (1804) |
| Fugue I                                                | Fugue no 21              |
| Fugue II                                               | Fugue no 1               |
| Fugue III                                              | Fugue no 22              |
| Fugue IV                                               | Fugue no 4               |
| Fugue V                                                | Fugue no 23              |
| Fugue VI                                               | Fugue no 20              |
| Fugue VII                                              | Fugue no 4               |
| Fugue VIII                                             | Fugue no 25              |
| Fugue IX                                               | Fugue no 8               |
| Fugue X                                                | Fugue no 26              |
| Fugue XI                                               | Fugue no 35              |
| Fugue XII                                              | Fugue no 27              |

Le recueil définitif est publié à Vienne en 1804, sous le titre français « Trente-six fugues pour piano, composées à l'aide d'un nouveau système », dédié à Haydn, que le compositeur connaissait depuis le début des années 1790. La dédicace est un poème de Reicha, écrit en français et en allemand. Les fugues sont précédées par d'importantes notes, dans lesquelles l'auteur défend sa méthode, en particulier pour la polyrythmie. Reicha illustre son propos avec plusieurs exemples de musique traditionnelle de Suisse, d'Alsace, de la Grèce et de l'ouest de la France dans le golfe de Gascogne.
Cette deuxième édition comprend aussi un texte théorique « Über das neue Fugensystem », dans lequel Reicha explique le fondement théorique des fugues sur fond de polémique contre les opposants à ses idées, notamment Ludwig van Beethoven, qui rejetait sa méthode pour faire évoluer la fugue vers quelque chose qui « n'était plus une fugue », selon lui (« Die Fuge keine Fuge mehr ist ! et Robert Schumann. Reicha mentionne également les circonstances qui ont mené à la composition de certaines de ses fugues sur des thèmes empruntés : il semble que ses amis parisiens avaient choisi plusieurs thèmes et demandé à Reicha de composer des fugues sur ceux-ci à l'aide de sa nouvelle méthode.

### Un théoricien reconnu et contesté
François-René Tranchefort insiste sur le fait que « l'œuvre pour piano de Reicha semble d'abord orientée vers la théorie et la pédagogie. S'il a écrit des sonates et des variations, l'essentiel de son oeuvre se compose d'études, d'exercices et de fugues ».
Alfred Cortot, analysant « l'emploi des modes archaïques » par Maurice Emmanuel, qui lui firent « encourir la réprobation indignée de Léo Delibes et de se voir exclu de sa classe », note : 

« Il est au demeurant assez savoureux de trouver sous la plume de l'un des plus austères prédécesseurs de Delibes à la chaire de composition du Conservatoire, le savant théoricien Reicha, un traité daté de 1805, dédié à Haydn, intitulé « Über das neue Fugensystem », dans lequel se voit préconisé comme un précieux moyen de renouveler les données de la construction musicale, cet emploi des modalités et des rythmes de l'antiquité auquel se voyait attaché, près d'un siècle plus tard, de la part de l'auteur de Jean de Nivelle, un tel sentiment d'indignation conformiste. »

## Introduction auxTrente-six fugues

### Dédicace

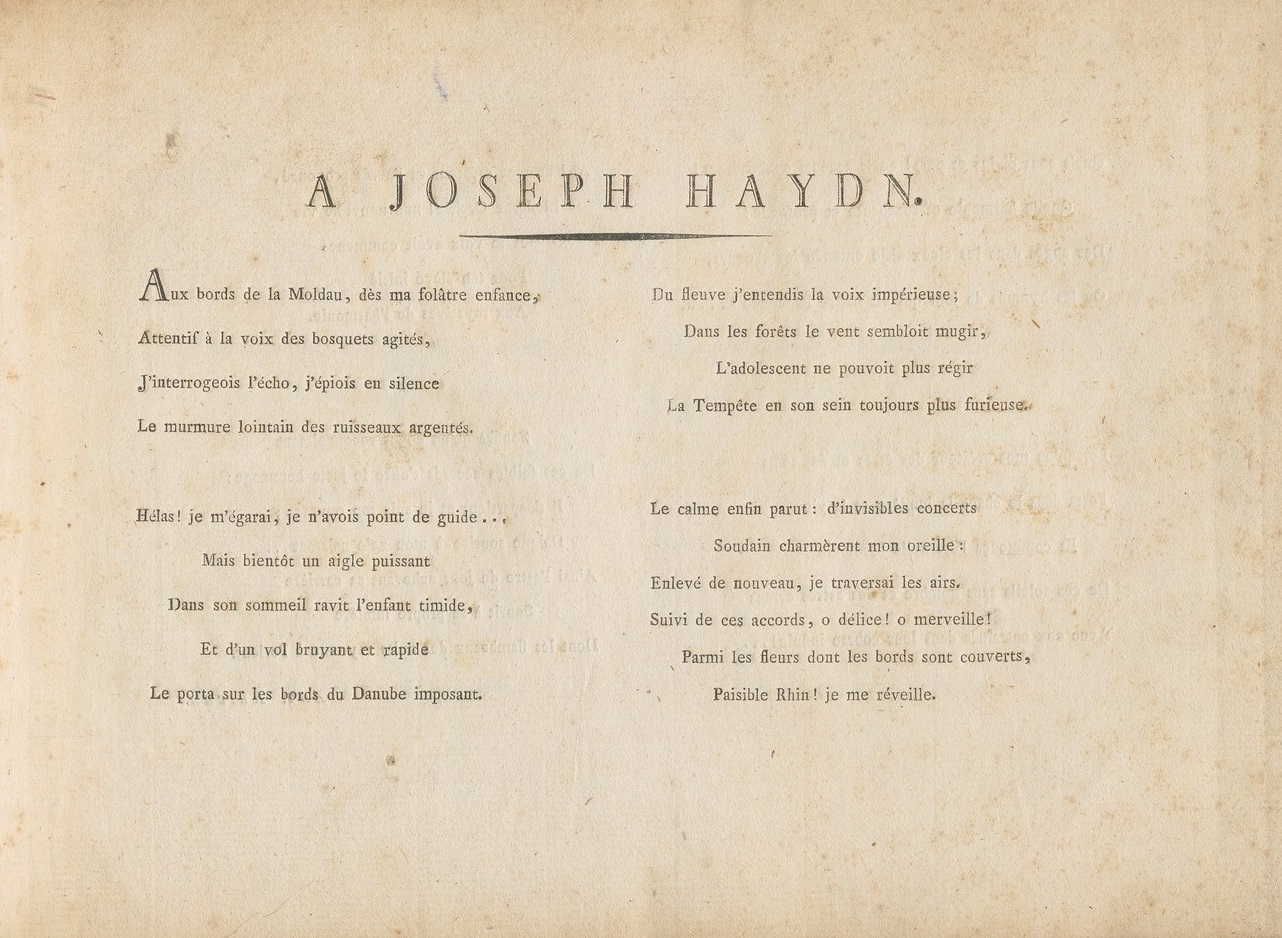
Première page de la dédicace « À Joseph Haydn » dans l'édition originale (1804).

Les Trente-six fugues sont dédiées à Joseph Haydn. La dédicace originale est accompagnée d'un long poème « en français et en allemand » qui « manifeste l'enthousiaste admiration de l'auteur pour Haydn ». Occulté dans les éditions modernes, « signé Ant. Reicha mais écrit par Charles Vanderbourg, pour la version française À Joseph Haydn, et par Jens Baggesen pour la version originale An Joseph Haydn », ce poème est reproduit intégralement dans l'étude de Maurice Emmanuel. Celui-ci précise cependant que « ce n'est point pour en railler la prétentieuse gaucherie, mais pour marquer par un témoignage caractéristique la filiation musicale qui rattache le disciple au maître » : 
Aux bords de la Moldau, dès ma folâtre enfance,

Attentif à la voix des bosquets agités,

J’interrogeais l'écho, j’épiais en silence

Le murmure lointain des ruisseaux argentés.

Hélas ! je m'égarai, je n'avais point de guide…

Mais bientôt un aigle puissant

Dans son sommeil ravit l'enfant timide,

Et d'un vol bruyant et rapide

Le porta sur les bords du Danube imposant.

Du fleuve j'entendis la voix impérieuse ;

Dans les forêts le vent semblait mugir,

L'adolescent ne pouvait plus régir

La Tempête en son sein toujours plus furieuse.

Le calme enfin parut : d'invisibles concerts

Soudain charmèrent mon oreille :

Enlevé de nouveau, je traversai les airs.

Suivi de ces accords, ô délice ! ô merveille !

Parmi les fleurs dont tes bords sont couverts,

Paisible Rhin, je me réveille.

Quels sons divins et purs ! Quels accents enchanteurs !

Quelle harmonie et touchante et profonde !

Des anges dans les cieux ai-je entendu les chœurs,

Ou les hymnes du jour qui vit naître le monde ?…

Lorsqu'un Mot, créateur des êtres et des temps

Porta dans le chaos la lumière et la vie

Et commença l'éternelle harmonie

De ces soleils sans nombre et des astres errants,

Avec eux entraînés dans leur course infinie…

Ah ! ce Mot créateur tu l'avais prononcé,

Moderne Orphée ! une nouvelle vie

À ta voix avait commencé

Pour ton élève initié

Aux mystères de l'harmonie.

Souffre qu'un cœur reconnaissant

De ces faibles accords t'offre le juste hommage :

Il t'appartient et je suis ton ouvrage ;

Daigne sourire à mon zèle naissant.

Ainsi l'astre du jour achevant sa carrière

Sourit à sa propre lumière

Dont les flambeaux des nuits rayonnent à l'orient.

### Un «système» plus libre

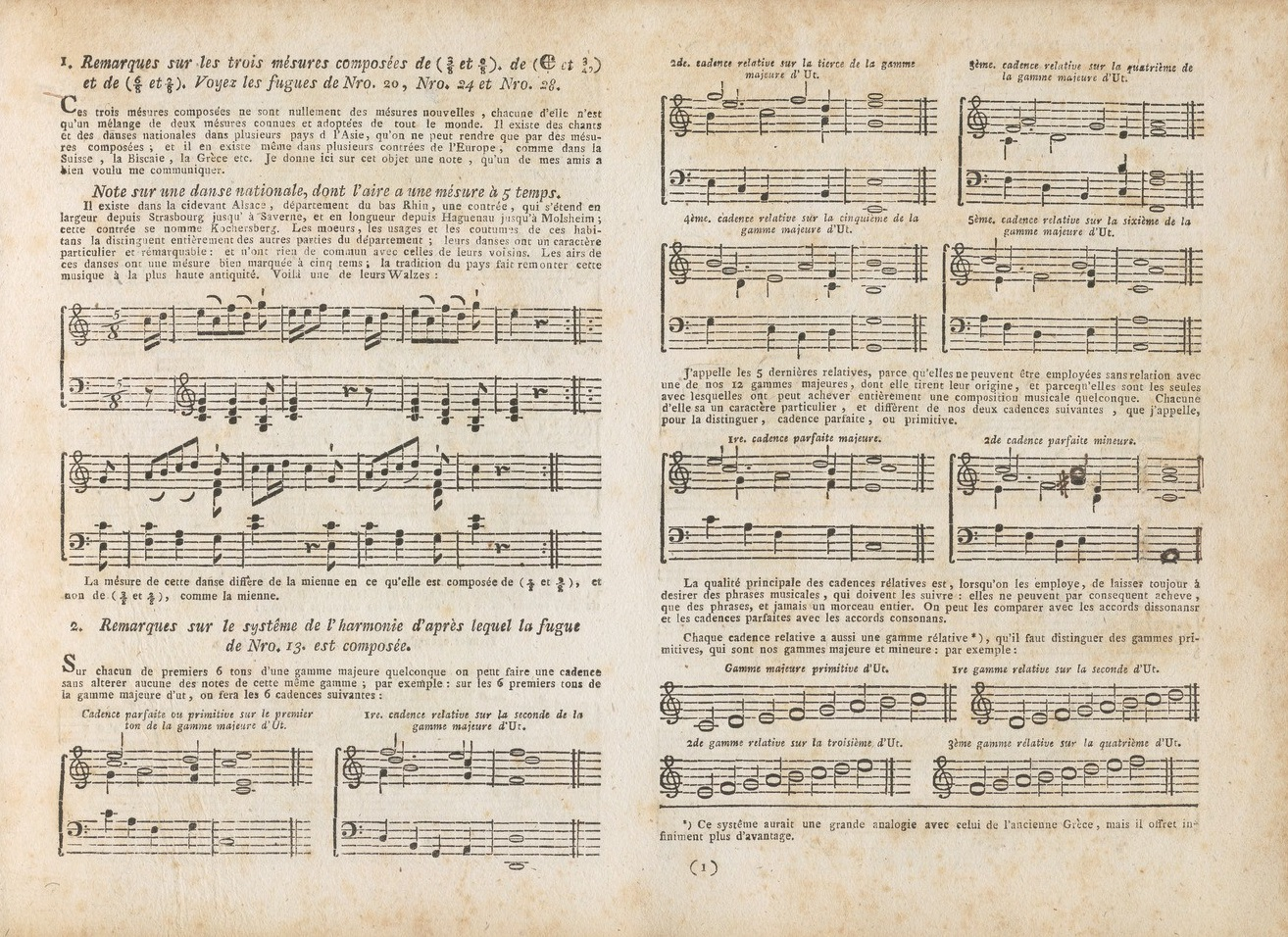
Première page de remarques liminaires de l'auteur dans l'édition originale.

Le pianiste Ivan Ilić considère les différentes définitions de la fugue : « le mot latin fuga implique à la fois l'action de fuir (fugere) et celle de poursuivre (fugare). De ce fait, le sujet fugué apparaît, prend la fuite, puis se trouve poursuivi par des voix supplémentaires en contrepoint imitatif. Il existe cependant une autre étymologie fascinante : le verbe allemand fügen signifie « assembler méticuleusement ». Le nom lui correspondant, Fuge, fait allusion à un joint trouvé sur une structure assemblée avec soin, réalisée à partir de matériaux tels que carreaux, briques ou lattes de parquet. Cette étymologie, suggérant maîtrise technique, conception et précision, paraît appropriée lorsqu'on se penche sur les fugues de Reicha ».

Dans la préface de ses Études dans le genre fugué op. 97, publiées en 1820, Reicha en donnait une définition personnelle : 

« Le genre fugué est celui où toutes les parties sont à-peu-près de la même importance ; où l'harmonie, soit à deux, à trois ou à quatre parties, est pure, riche et concise ; où l'on évite avec soin les lieux communs, ainsi que tout ce qui ne mérite aucune attention des personnes instruites. Ce genre est et sera toujours celui que les connaisseurs et les véritables amateurs estimeront le plus, non-seulement parce qu'il est le plus difficile, mais parce qu'il n’est point assujetti au caprice d'un goût frivole et passager, comme tant d'autres productions musicales qui passent de mode et ne résistent point au temps. C’est pourquoi les ouvrages des Händel, des Marcello, des Sébastien Bach, etc. etc. ont pour nous le même intérêt qu’ils ont eu pour les générations passées. »

Cette préface reprend les principes exposés en 1805 dans le court essai Über das neue Fugensystem. Reicha fait les observations suivantes :
- Le thème doit figurer à toutes les voix, les entrées de chaque voix se faisant de manière individuelle,
- Tout au long de la fugue, la texture et le caractère doivent rester correctement contrapuntiques,
- Toutes les idées musicales devraient être tirés du seul sujet.

Reicha affirme que tout degré de la gamme peut être utilisé pour développer les entrées fuguées. Par exemple, la réponse est donnée au triton du sujet dans la fugue no 20 (fugue « symétrique »). Il rejette également les limites de la nature des sujets de la fugue, comme la structure non périodique obligatoire : l'un des sujets de la fugue no 18 se compose d'une seule note répétée. L'intervalle maximal dépasse la neuvième : sur un thème emprunté à une symphonie de Mozart, le sujet de la fugue no 7 se déploie sur plus de deux octaves.
Enfin, dans certaines fugues, Reicha réalise des expériences avec la structure même de la fugue en ajoutant des sections d'introduction (Fugue no 27) ou en alternance entre deux formes de textures différentes (Fugue no 14).

### Sujets imposés

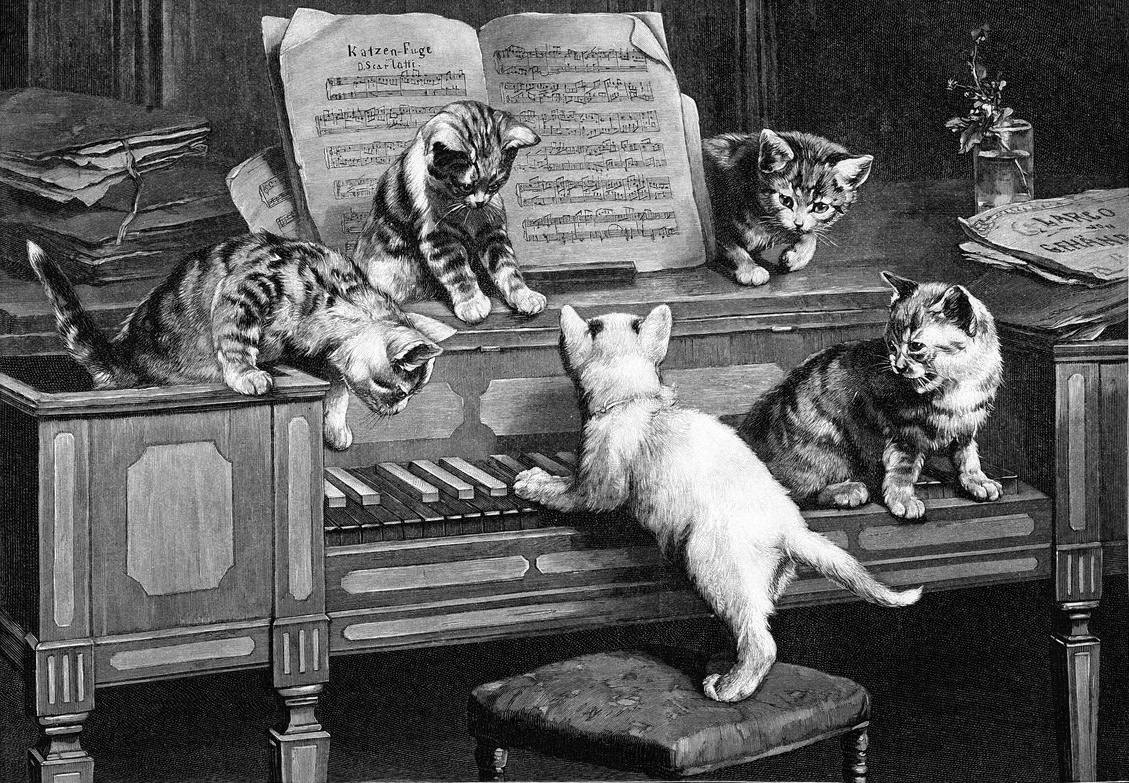
Carl Reichert, Katzenfuge, un hommage à la Sonate K. 30 de Scarlatti (1870).

Bien que la plupart des fugues emploient un seul sujet, six emploient deux sujets (les no 4, 13, 18, 31, 32, 34), la fugue no 30 exploite trois sujets, et la fugue no 15 en compte pas moins de six. Sur les 36 fugues, six sujets sont empruntés à d'autres compositeurs :
- la fugue no 3 en fa mineur utilise les quatre premières mesures du premier mouvement du Quatuor à cordes no 23 en fa mineur (op.20, no 5) de Joseph Haydn,
- la fugue no 5 en sol majeur utilise un sujet du Livre II du Clavier bien tempéré (BWV 884) de Jean-Sébastien Bach,
- la fugue no 7 en ré majeur utilise les cinq premières mesures, condensées en quatre mesures, de la Symphonie Haffner, K.385 de Mozart,
- la fugue no 9 en sol mineur utilise le sujet de la « fugue du chat » (K.30 ou L.499) de Domenico Scarlatti,
- la fugue no 14, Fuga-fantasia, utilise le sujet du ricercar cromatico de Girolamo Frescobaldi, tiré du Credo de la deuxième messe (Missa Degli Apostoli) des Fiori musicali,
- la fugue no 15 est construite sur six sujets, dont l'un est un thème de Haendel extrait de l'oratorio Israël en Égypte, HWV 54, plus exactement la mélodie « Je chanterai pour l'Éternel » du premier concert de la deuxième partie, Moïse et les enfants d'Israël.

## Présentation

### Aperçu desTrente-six fugues
| Caractéristiques des Trente-six fugues pour le piano-forté |                                                                                |                |           |                                                 |                                                                 |
| n°                                                         | Tonalité                                                                       | Armure de clef | Mesure    | Mouvement                                       | Commentaires                                                    |
| 1                                                          | la majeur                                                                      |                |           | Allegro                                         |                                                                 |
| 2                                                          | sol majeur                                                                     |                | 2/2       | Allegro                                         |                                                                 |
| 3                                                          | fa mineur                                                                      |                | 4/4       | Molto moderato                                  |                                                                 |
| 4                                                          | mi majeur                                                                      |                |           | Allegro moderato                                |                                                                 |
| 5                                                          | sol majeur                                                                     |                |           | Allegretto                                      |                                                                 |
| 6                                                          | mi majeur                                                                      |                |           | Allegro moderato                                | notée dans les éditions modernes.                               |
| 7                                                          | ré majeur                                                                      |                |           | Allegro                                         |                                                                 |
| 8                                                          | ré majeur                                                                      |                |           | Allegretto                                      | module à travers toutes les tonalités majeures.                 |
| 9                                                          | sol mineur                                                                     |                |           | Allegro moderato                                |                                                                 |
| 10                                                         | ré mineur                                                                      |                |           | Allegro maestoso                                | notée à dans les éditions modernes.                             |
| 11                                                         | fa mineur                                                                      |                | 4/4       | Allegro moderato                                |                                                                 |
| 12                                                         |                                                                                |                |           | Allegretto                                      | sans tonalité définie.                                          |
| 13                                                         |                                                                                |                | 4/4       | Allegro moderato                                | fugue modale selon le « nouveau système harmonique » de Reicha. |
| 14                                                         | ré mineur                                                                      |                | 2/2       | Ferme et avec majesté Presto                    |                                                                 |
| 15                                                         | do majeur                                                                      |                | 2/2       | Adagio                                          |                                                                 |
| 16                                                         | do mineur                                                                      |                |           | Andante un poco allegretto                      |                                                                 |
| 17                                                         | ré majeur                                                                      |                | 2/2       | Allegro                                         |                                                                 |
| 18                                                         |                                                                                |                | 2/2       | Adagio                                          | sans tonalité définie.                                          |
| 19                                                         |                                                                                |                | 4/4       | Allegro                                         | entièrement chromatique.                                        |
| 20                                                         | la majeur fa majeur                                                            |                |           | Allegretto                                      |                                                                 |
| 21                                                         | la majeur                                                                      |                |           | Allegretto                                      |                                                                 |
| 22                                                         | la majeur do majeur                                                            |                | 4/4       | Allegretto                                      |                                                                 |
| 23                                                         |                                                                                |                | 4/4       | Allegro                                         | sans tonalité définie.                                          |
| 24                                                         | sol majeur                                                                     |                | 2/2       | Allegro moderato                                |                                                                 |
| 25                                                         | ré majeur la majeur                                                            |                | 2/2       | Allegro                                         |                                                                 |
| 26                                                         |                                                                                |                | 2/2       | Allegro                                         | sans tonalité définie.                                          |
| 27                                                         | ré majeur                                                                      |                |           | Introduction (Allegro) et Fuga (même mouvement) | largement chromatique.                                          |
| 28                                                         | la majeur, puis fa majeur, puis sol majeur, puis do majeur, retour à la majeur |                | et ( ) et | Allegro                                         |                                                                 |
| 29                                                         | ré mineur                                                                      |                | 4/4       | Allegro moderato                                |                                                                 |
| 30                                                         | do majeur                                                                      |                | et        | Allegro moderato                                | étude polyrythmique.                                            |
| 31                                                         | mi majeur la majeur                                                            |                | 2/2       | Allegro moderato                                |                                                                 |
| 32                                                         | mi majeur, puis mi mineur                                                      | et             | 2/2       | Poco lento                                      |                                                                 |
| 33                                                         | sol majeur                                                                     |                |           | Allegro                                         |                                                                 |
| 34                                                         |                                                                                |                | 2/2       | Un poco presto                                  | sans tonalité définie.                                          |
| 35                                                         | do majeur                                                                      |                |           | Allegro                                         |                                                                 |
| 36                                                         | do majeur                                                                      |                |           | Allegro moderato                                | largement chromatique.                                          |

### Parcours de l'œuvre
Guy Sacre présente les Trente-six fugues de Reicha comme « un Art de la fugue, comme l'opus 57 sera un Art de varier. Et de même que celui-ci ne saurait apporter à l'improbable élève que sueur et perplexité, celui-là enseigne moins les trente-six moyens de tourner la difficulté que les trente-six façons de s'inventer de nouveaux problèmes, chaque fois plus complexes, plus insolubles, dont l'auteur se tire avec dextérité : ce n'est pas ici un ouvrage théorique, mais un recueil de vraie musique, à l'instar des fugues de Bach — même si, chez Reicha, l'expérimentation est plus systématique que chez le Cantor, et l'invention plus perverse ».

#### Fugueno1,Allegro

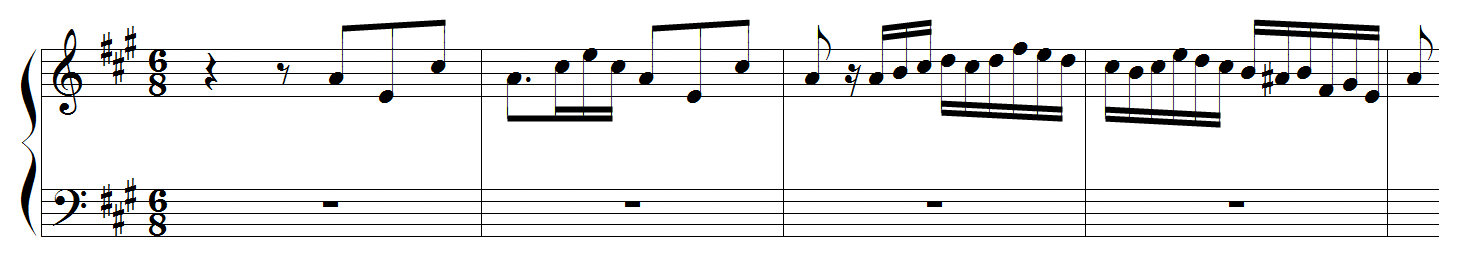
Sujet de la fugue no 1.

75 mesures.

#### Fugueno2,Allegro

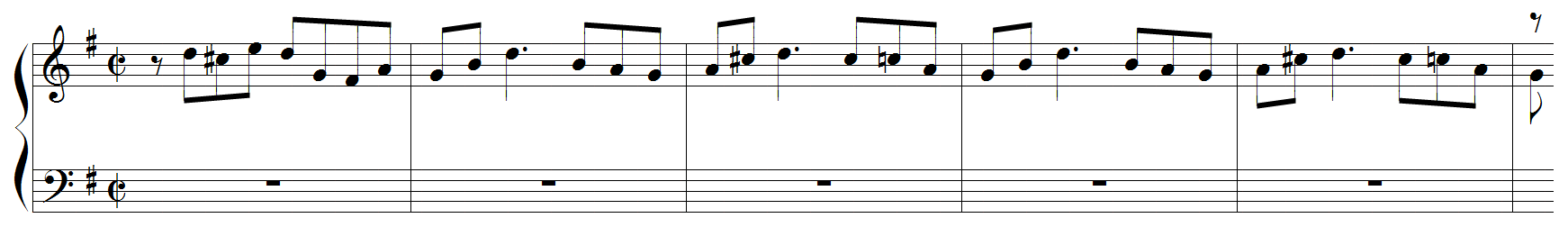
Sujet de la fugue no 2.

88 mesures.

#### Fugueno3,Molto moderato
62 mesures.

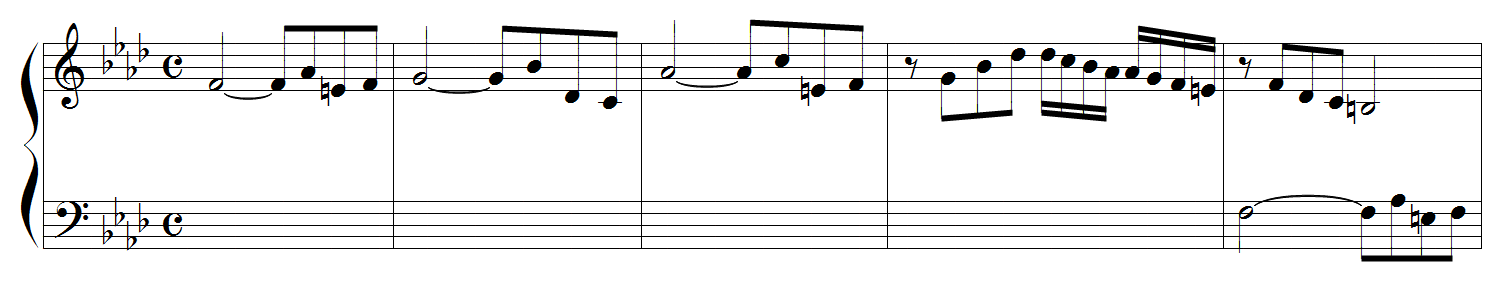
Sujet de la fugue no 3 et réponse à l'octave.

Guy Sacre considère que « la Fugue no 3, sur un thème de Haydn, énoncé misterioso, est fort belle, d'une profonde mélancolie », avec cette « particularité : les trois premières entrées se font à l'octave ».

#### Fugueno4,Allegro moderato

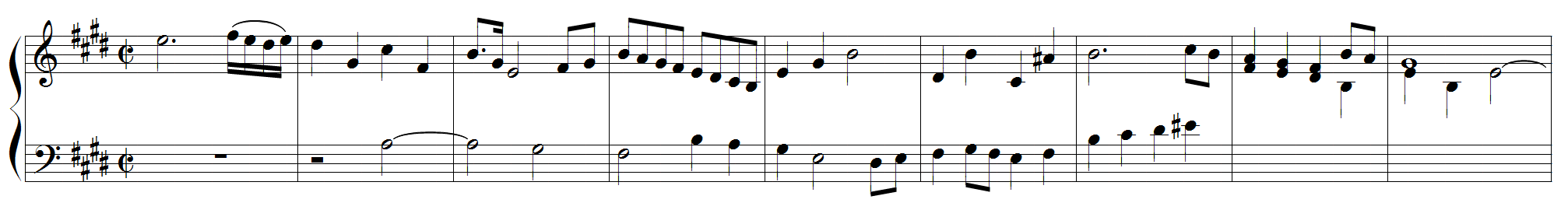
Double sujet de la fugue no 4.

105 mesures.

#### Fugueno5,Allegretto

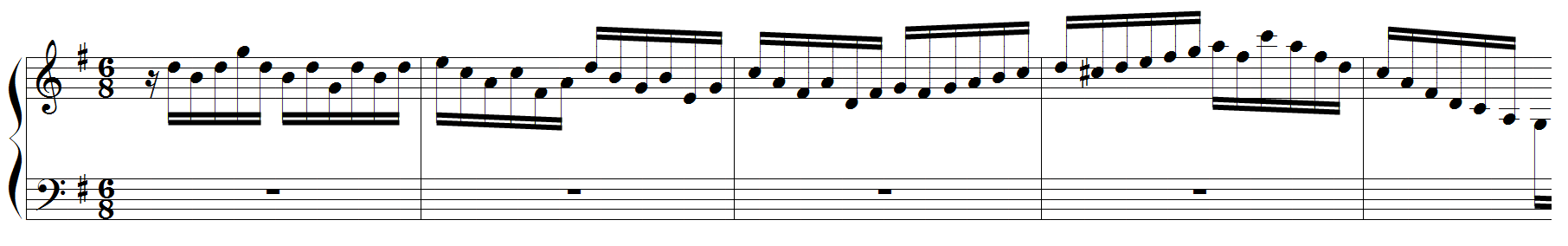
Sujet de la fugue no 5.

125 mesures.

#### Fugueno6,Allegro moderato

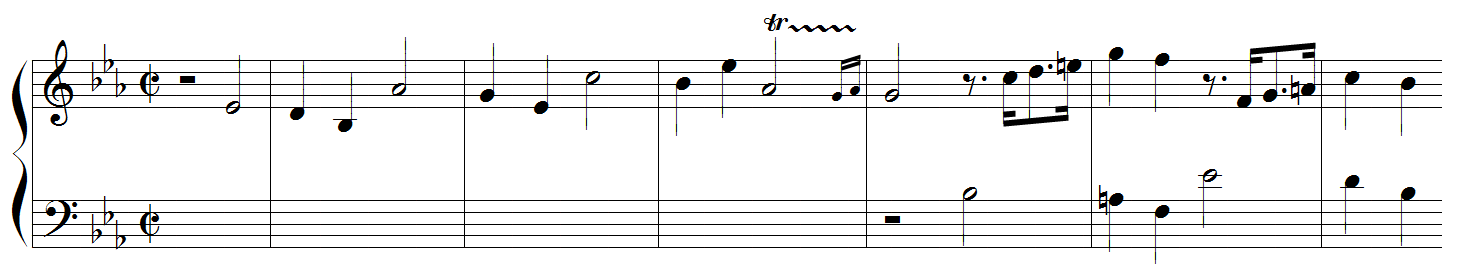
Sujet de la fugue no 6 et réponse à la dominante.

91 mesures.

#### Fugueno7,Allegro
96 mesures.

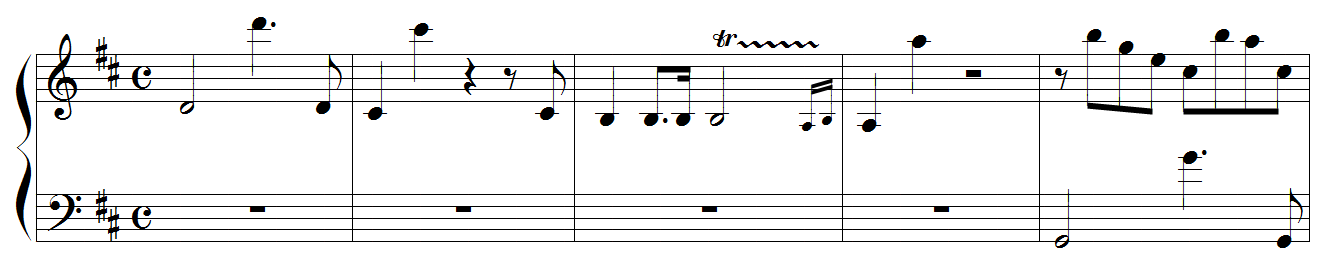
Sujet de la fugue no 5.

Guy Sacre apprécie cette Fugue no 7 « sur un thème de Mozart, cocasse à souhait, avec ces sauts de double octave du thème, qui s'obstine au staccato au milieu des contrepoints legato ».

#### Fugueno8,Allegretto— «Cercle harmonique»

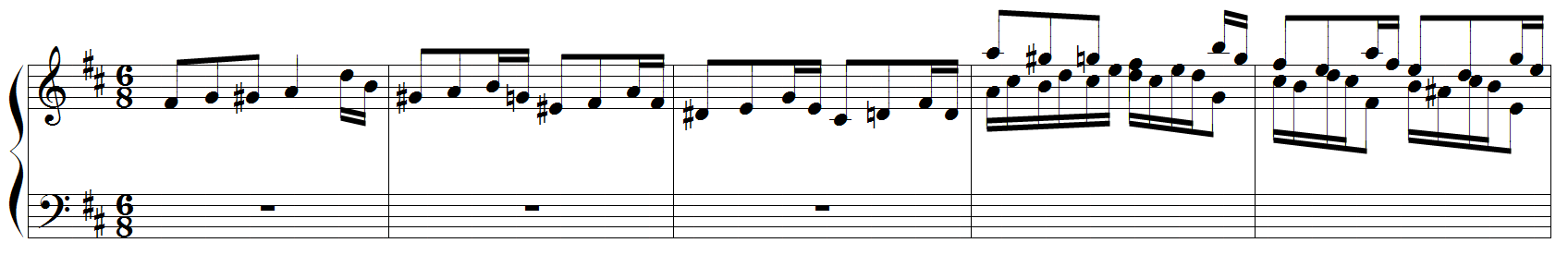
Sujet de la fugue no 8.

64 mesures.

#### Fugueno9,Allegro moderato
70 mesures.

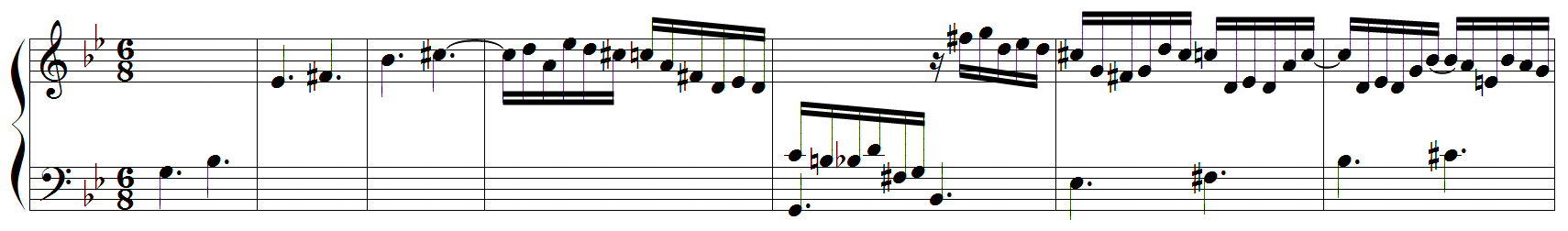
Sujet de la fugue no 9.

Guy Sacre estime que « la Fugue no 9, qui reprend le fameux « thème du chat » de Scarlatti, est moins réussie que l'original ».

#### Fugueno10
132 mesures à  ou 33 mesures à .

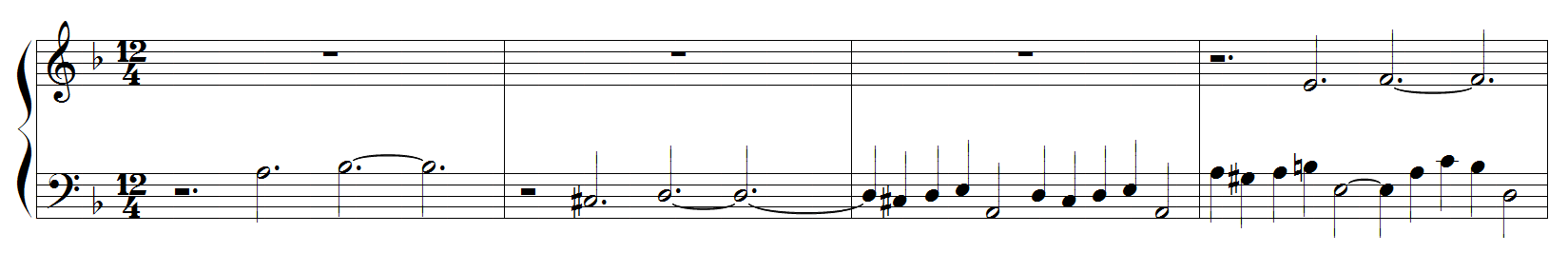
Sujet de la fugue no 10.

Guy Sacre compte cette fugue, avec la Fugue no 28, parmi « les plus simplement belles : sobre et réfléchie, au sujet énigmatique, en valeurs longues, avec un silence central qui produit beaucoup d'effet par la suite ».

#### Fugueno11,Allegro moderato

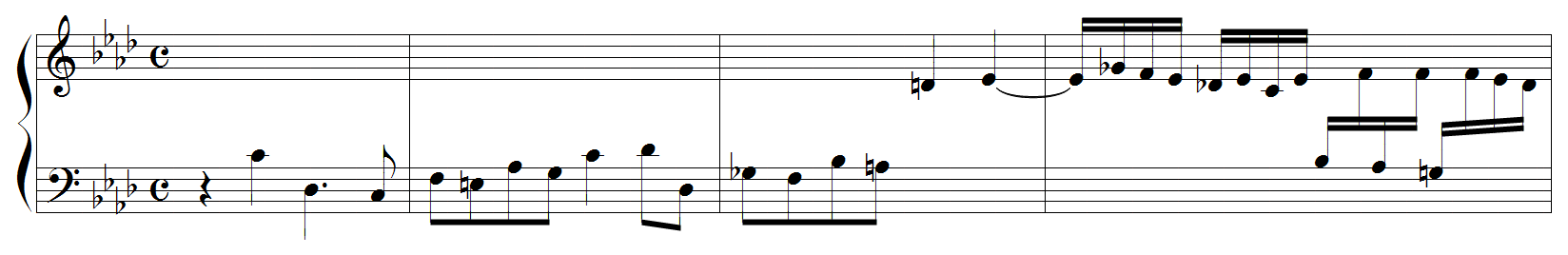
Sujet de la fugue no 11.

88 mesures.

#### Fugueno12,Allegretto
145 mesures, dont 49 mesures silencieuses.

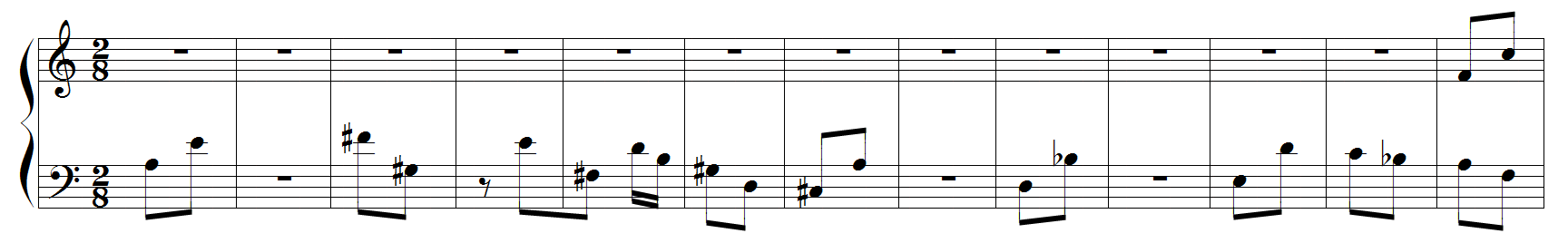
Sujet de la fugue no 12 et réponse à la sixte supérieure.

#### Fugueno13,Allegro moderato
34 mesures.
Guy Sacre considère cette Fugue no 13, « à deux sujets, hors du commun » : il s'agit d'« un morceau modernissime, entièrement joué sur les touches blanches, avec force rencontres dissonantes, cadences modales et autres singularités ».

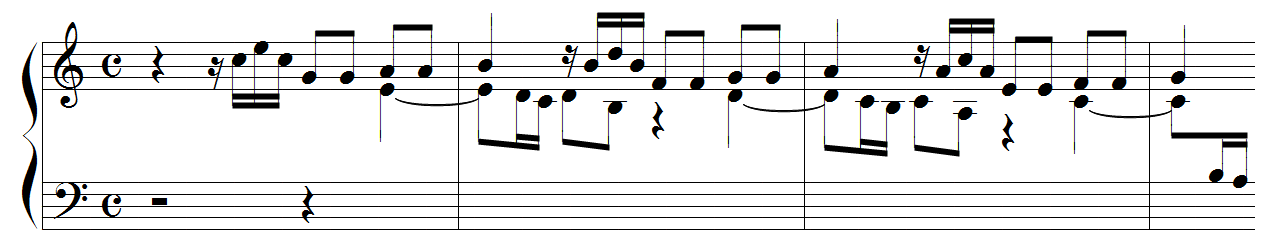
Sujets de la fugue no 13.

#### Fugueno14,Ferme et avec majesté—Fuga-fantasia
213 mesures.

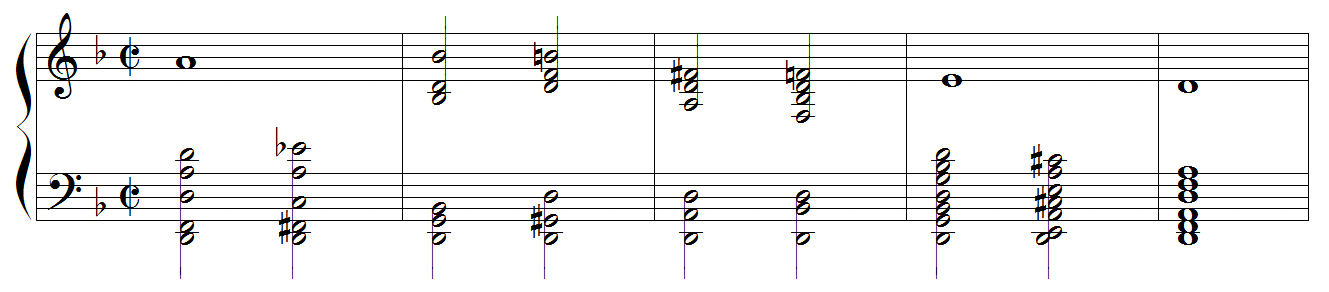
Sujet de la fugue no 14.

Comme dans le cas de la Fugue no 9, Guy Sacre regrette le choix d'un thème « emprunté à d'autres, infructueusement : la Fugue no 14, longue fantaisie sur un thème de Frescobaldi, est vite lassante avec ses durezze inspirées du vieux maître ».

#### Fugueno15,Adagio

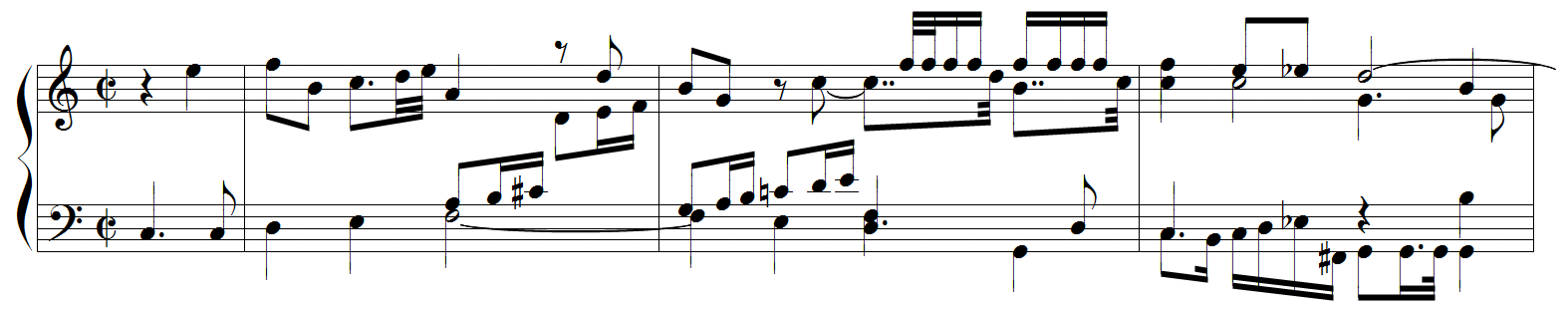
Premières mesures de la fugue no 15.

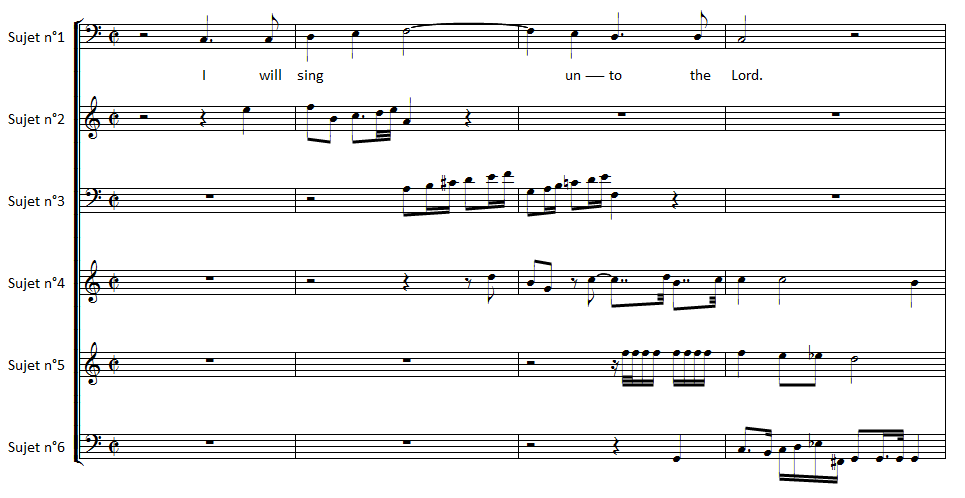
Présentation originale des six sujets de la fugue no 15.

34 mesures.

#### Fugueno16,Andante un poco allegretto
136 mesures.
La Fugue no 16, « avec pour départ deux arpèges successifs de septième diminuée, monte sans cesse en intensité expressive », selon Guy Sacre, « par élans et retombées » :

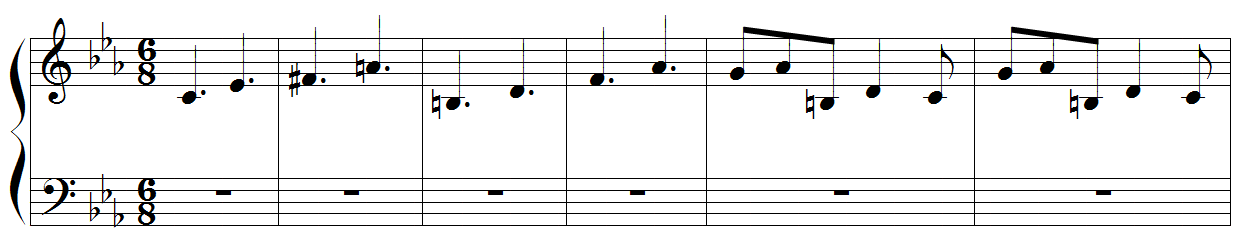
Sujet de la fugue no 16.

#### Fugueno17,Allegro

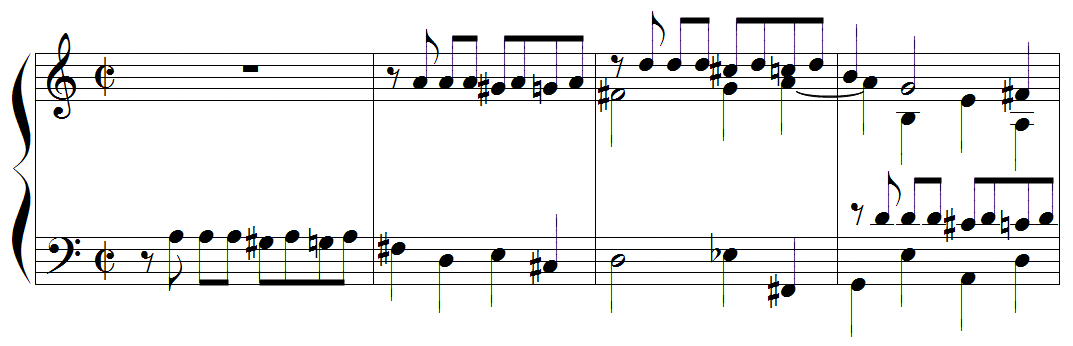
Premières mesures de la fugue no 17.

90 mesures.

#### Fugueno18,Adagio
56 mesures.
Guy Sacre observe comme Reicha s'aventure dans l'écriture de la fugue : « Tout lui sera bon à prendre, en guise de sujet de fugue ; tout et rien. L'un des deux thèmes de la Fugue no 18 est une simple note répétée en triples croches ; l'effet est frappant (et la réalisation pianistique des plus ardues). C'est une vrille lancinante, tout au long du morceau » :

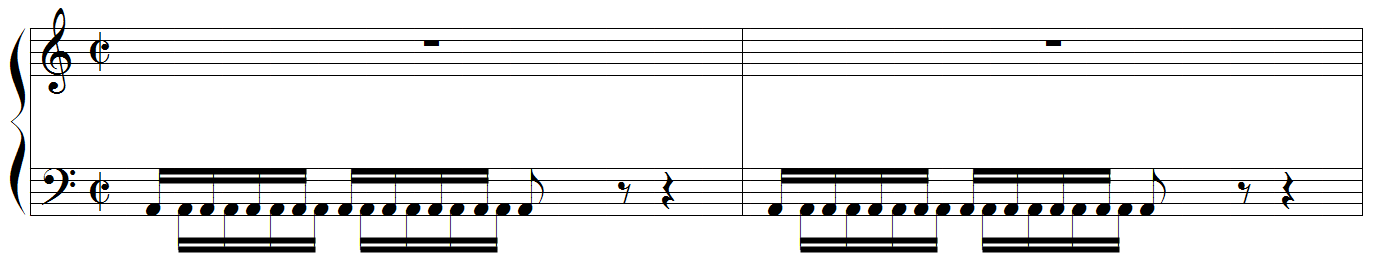
Premier sujet de la fugue no 18.

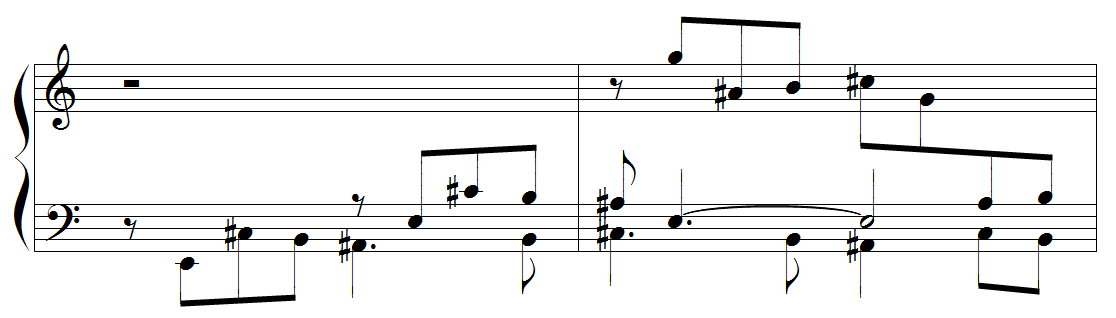
Mesures 51-52 : second sujet de la fugue no 18.

#### Fugueno19,Allegro
141 mesures.
La Fugue no 19 « emploie comme sujet une gamme chromatique, en aller et retour », où Guy Sacre « croit bientôt entendre siffler le vent d'hiver » :

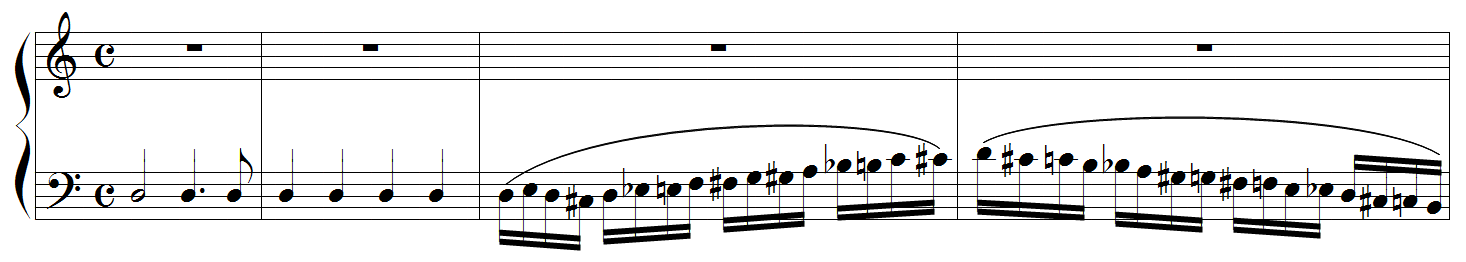
Sujet de la fugue no 19.

#### Fugueno20,Allegretto

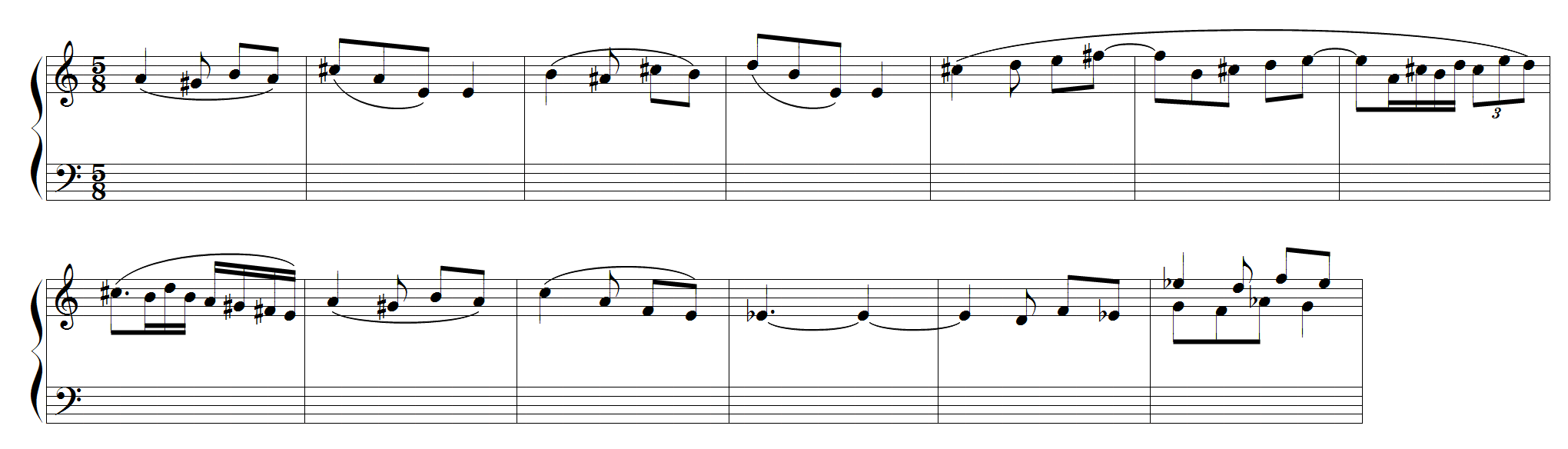
Sujet de la fugue no 20 et réponse au triton.

170 mesures à .

#### Fugueno21,Allegro

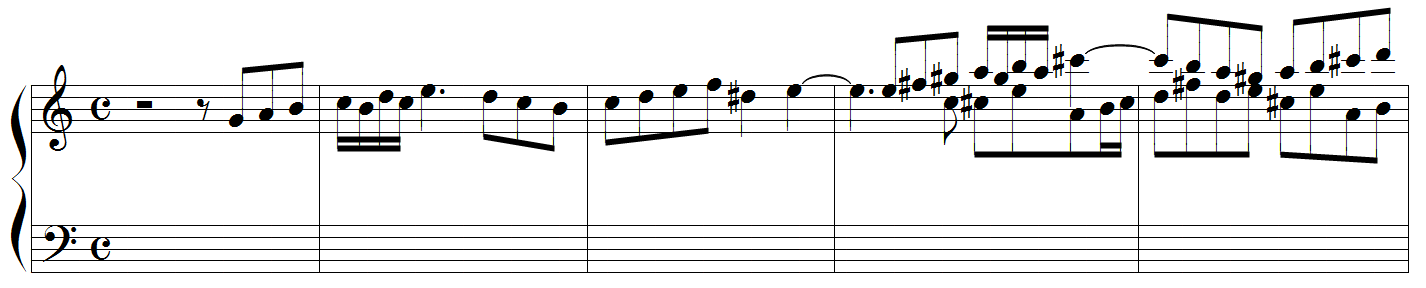
Sujet de la fugue no 21 et réponse à la sixte.

67 mesures.

#### Fugueno22,Allegretto

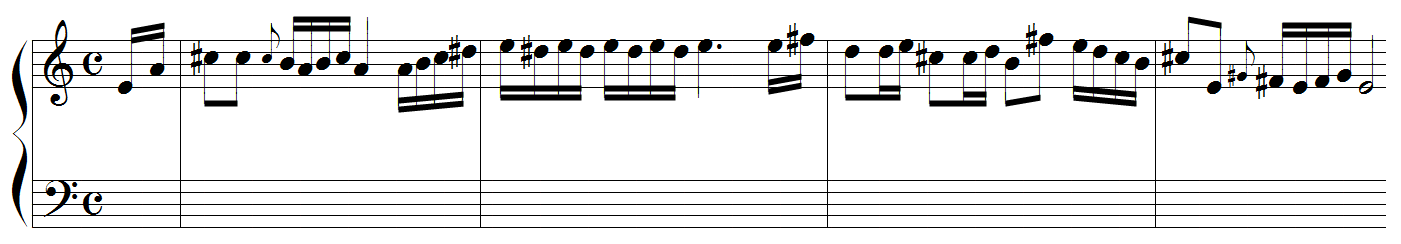
Sujet de la fugue no 22.

78 mesures.

#### Fugueno23,Allegro

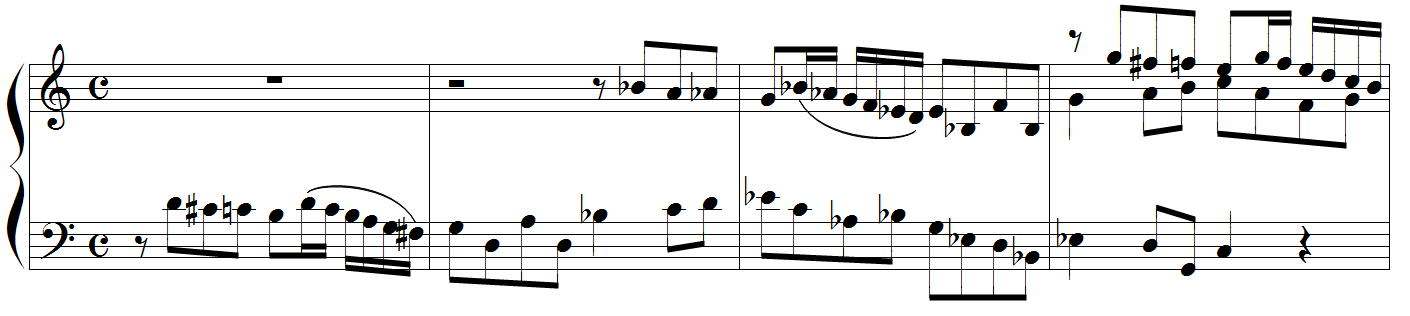
Sujet de la fugue no 23 et réponses à la sixte mineure supérieure.

59 mesures.

#### Fugueno24,Allegro moderato
46 mesures à sept temps ( et ).

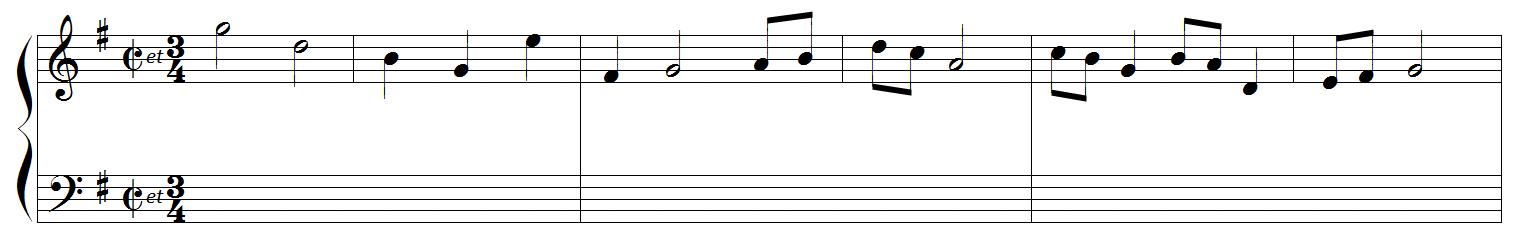
Sujet de la fugue no 24.

#### Fugueno25,Allegro

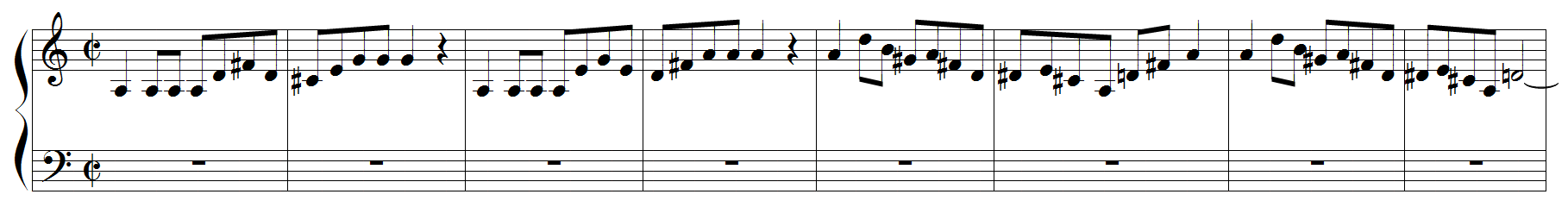
Sujet de la fugue no 25.

98 mesures.

#### Fugueno26,Allegro

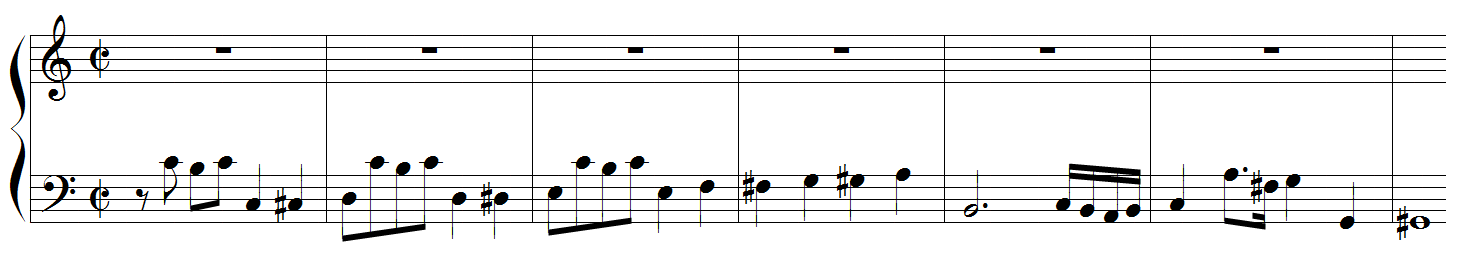
Sujet de la fugue no 26.

93 mesures.

#### Fugueno27,Introduction et Allegro
103 mesures.

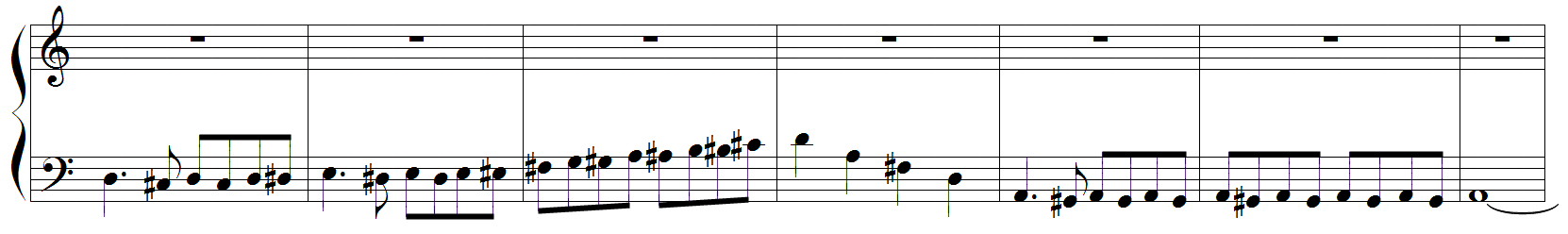
Sujet de la fugue no 27.

Guy Sacre voit dans cette Fugue no 27 « peut-être la plus insensée de toutes, d'une bizarrerie sans brides : le chromatisme, comme un vitriol, y ronge infatigablement la moindre velléité tonale, et n'entend point laisser de place au plus petit fragment mélodique ! »

#### Fugueno28,Allegro
155 mesures. La pulsation à 
 doit être précisément respectée.

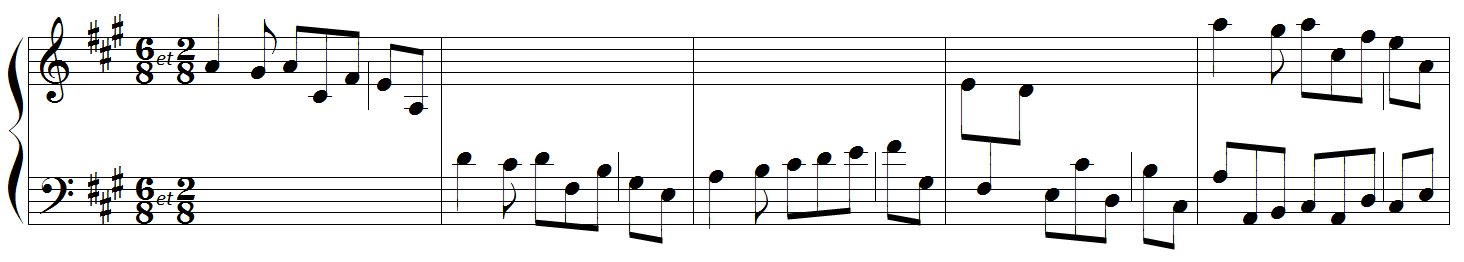
Sujet de la fugue no 28 et réponse à l'octave.

Guy Sacre compte cette fugue, avec la Fugue no 10, parmi « les plus simplement belles : trop étendue, mais charmeuse, et qui repose des expériences chromatiques. Son rythme intrigant (addition de 
 et 
) semble parfois couper l'élan de la phrase, mais d'autres fois la fait vivre. Elle est difficile à bien rendre, à cause de ses écarts, de ses doubles notes ».

#### Fugueno29,Allegro moderato

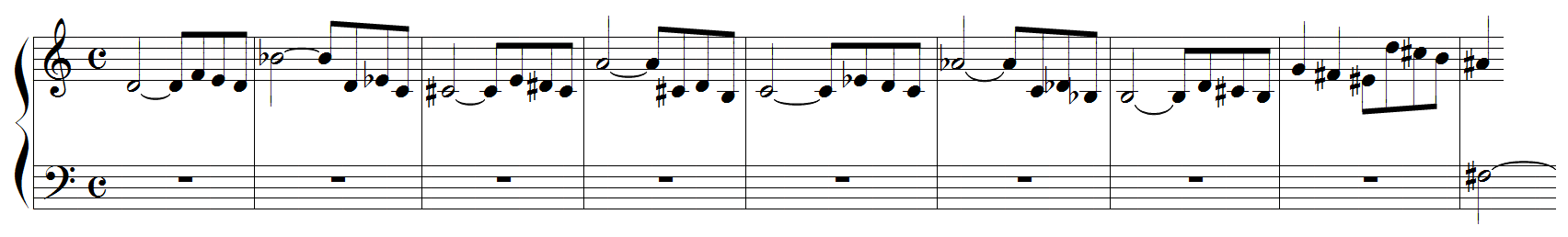
Sujet de la fugue no 29.

99 mesures.

#### Fugueno30,Allegro moderato

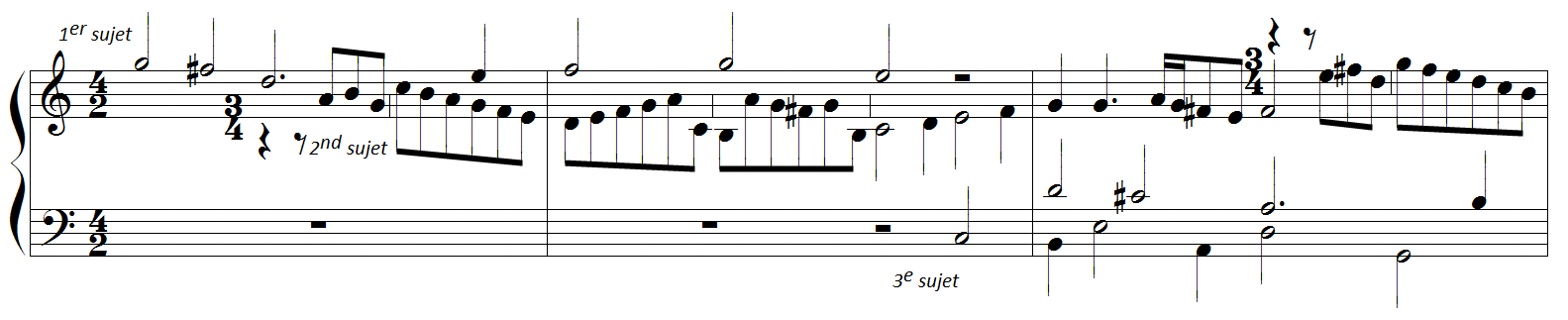
Sujets de la fugue no 30.

87 mesures.

#### Fugueno31,Allegro moderato

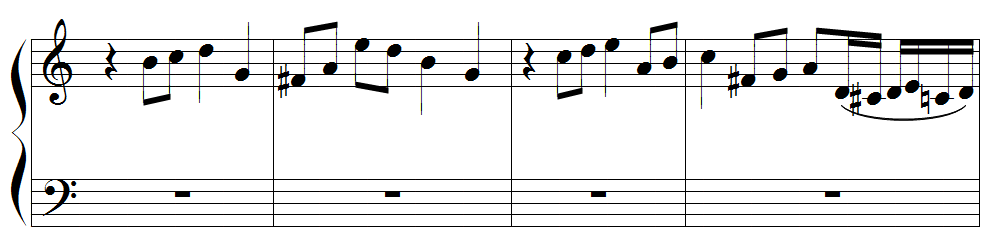
Second sujet de la fugue no 31.

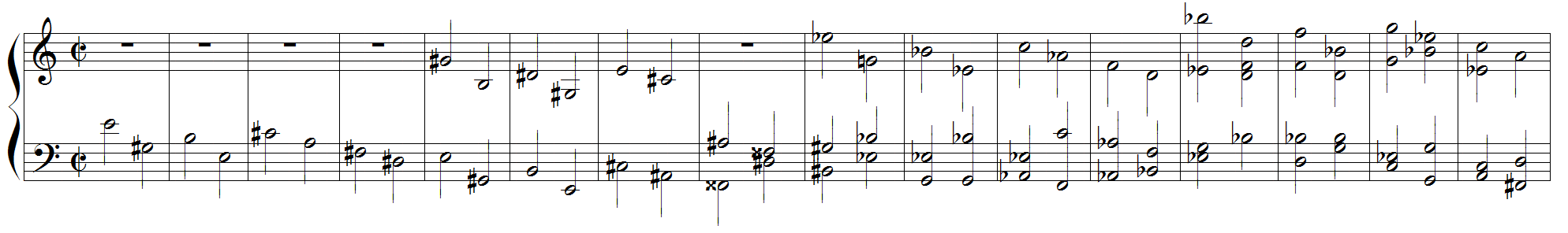
Premières mesures de la fugue no 31.

116 mesures.

#### Fugueno32,Poco lento

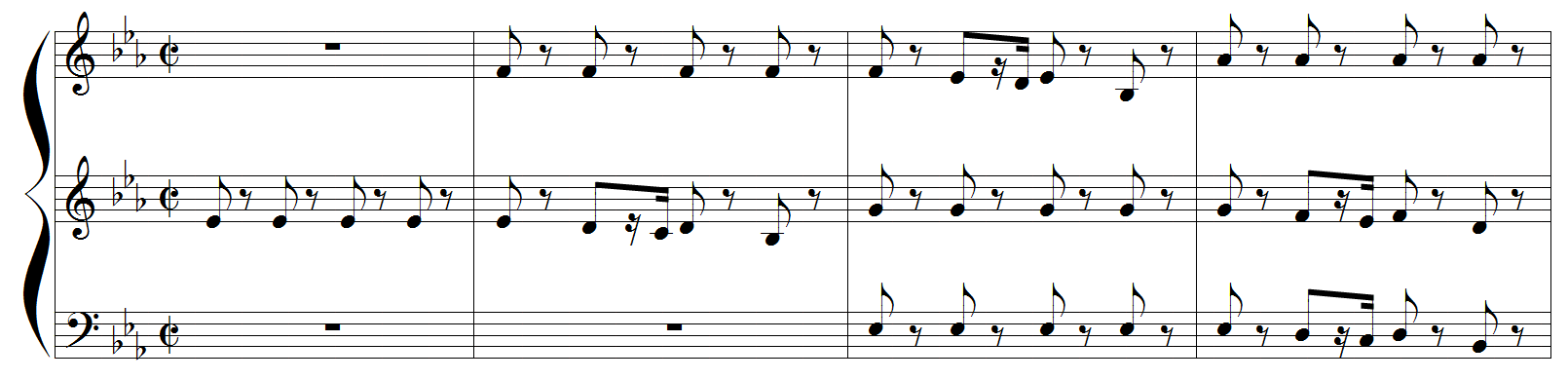
Premières mesures de la fugue no 32.

83 mesures.

#### Fugueno33,Allegro

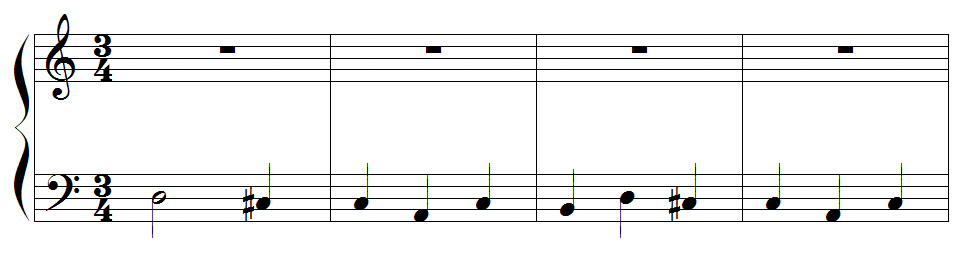
Sujet de la fugue no 33.

167 mesures.

#### Fugueno34,Un poco presto

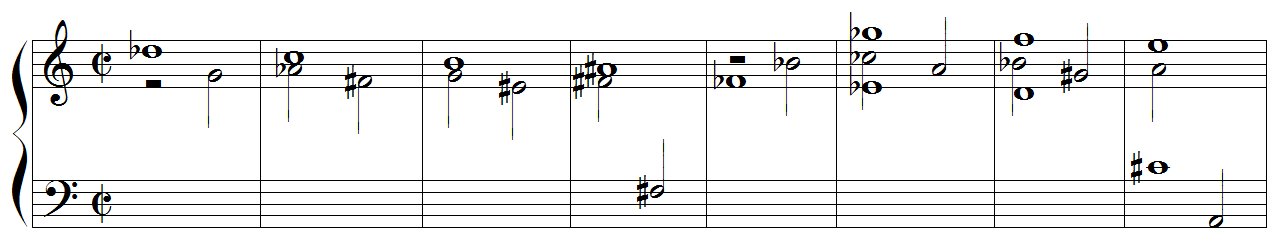
Premier sujet de la fugue no 34.

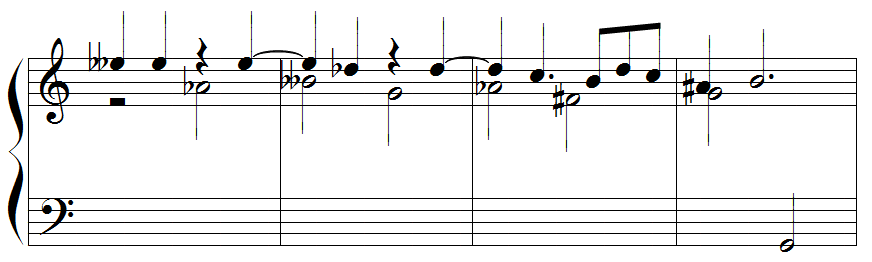
Second sujet de la fugue no 34.

82 mesures.

#### Fugueno35,Allegro

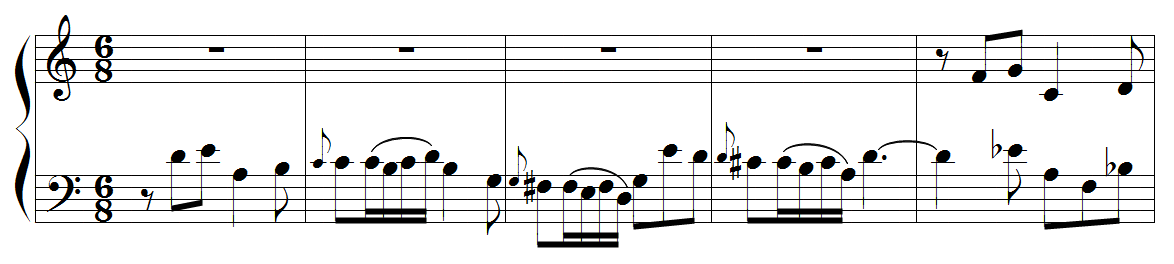
Sujet de la fugue no 35 et réponse à la tierce.

82 mesures.

#### Fugueno36,Allegro moderato

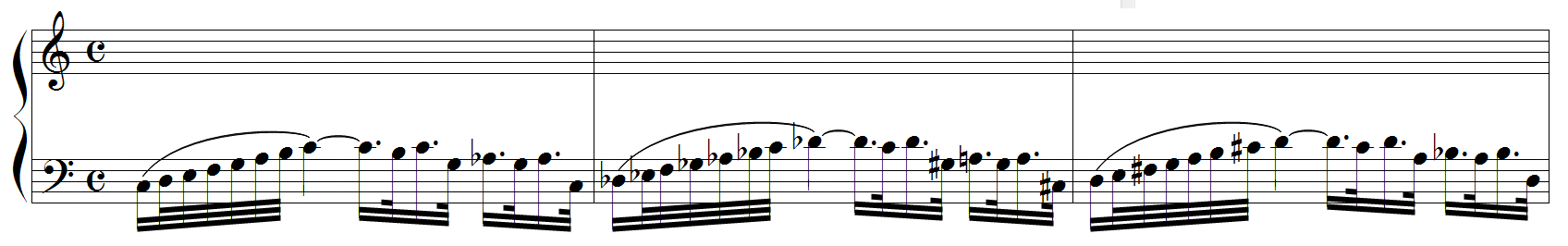
Premières mesures de la fugue no 36.

47 mesures.

## Une œuvre controversée
La postérité de Reicha est moins liée à son œuvre pour piano seul qu'à son abondante contribution au domaine de la musique de chambre : selon Marc Vignal, « c'est surtout par ses quintettes à vents que ce musicien parfois étrange, aux trouvailles harmoniques et rythmiques souvent prophétiques, voire tout à fait expérimentales, s'est maintenu au répertoire ». Les Trente-six fugues n'en sont pas moins une partition emblématique de cette « personnalité incontournable du début du XIXe siècle » dont « la musique, comme les écrits théoriques, opposa partisans zélés et farouches détracteurs ».

### Pour lesTrente-six fugues

#### Berlioz, Liszt et les romantiques français
Émile Vuillermoz, anti-berliozien militant,, considère qu'« il n'est pas arbitraire de rapprocher du flamboyant demi-autodidacte que fut toujours Hector Berlioz le technicien transcendant et réfléchi qui l'avait eu quelque temps pour élève » même si, selon lui, Berlioz « profite mal du solide enseignement de Reicha ».

## Analyse

### Harmonie

#### Un nouveau système harmonique
|  |  | Cadence primitive sur le premier ton de la gamme majeure d'Ut Gamme majeure primitive d'Ut            | Do majeur                   |
|  |  | 1re cadence relative sur la seconde de la gamme majeure d'Ut 1re gamme relative sur la seconde d'Ut   | Mode de ré (ou dorien)      |
|  |  | 2e cadence relative sur la troisième de la gamme majeure d'Ut 2e gamme relative sur la troisième d'Ut | Mode de mi (ou phrygien)    |
|  |  | 3e cadence relative sur la quatrième de la gamme majeure d'Ut 3e gamme relative sur la quatrième d'Ut | Mode de fa (ou lydien)      |
|  |  | 4e cadence relative sur la cinquième de la gamme majeure d'Ut 4e gamme relative sur la cinquième d'Ut | Mode de sol (ou mixolydien) |
|  |  | 5e cadence relative sur la sixième de la gamme majeure d'Ut 5e gamme relative sur la sixième d'Ut     | Mode de la (ou éolien)      |

## Postérité

### Oubli
En 1937, le compositeur et musicologue Maurice Emmanuel exprime combien il est « difficile aujourd'hui — car la terre a tourné et aussi le goût musical — de porter sur la valeur des compositions de Reicha un jugement suffisamment motivé : elles sont mortes ou en sommeil ».

### Reconnaissance
Pour Maurice Emmanuel, « les Trente-six fugues pour le piano-forte éclairent, mieux que toute autre œuvre de Reicha, les tendances personnelles de l'auteur, éparses dans ses divers traités et ses compositions diverses ».
L'influence esthétique de cette partition est aujourd'hui bien établie : Gianfranco Vinay observe « la transmission directe d'une tradition d'alliance entre art musical, mathématique, pensée scientifique et sciences expérimentales, tradition qui, de Reicha, en passant par Berlioz, rejoint Varèse, Xenakis et la musique spectrale ».

### Partitions
Édition originale
- Antoine Reicha, Douze fugues pour le piano, composées et dédiées aux citoyens Méhul, Cherubini, Gossec, Le Sueur et Martini, inspecteurs du Conservatoire de Musique, Paris, éditées à compte d'auteur, 1801, 39 p. (lire en ligne). 
« Avertissement », p.i-ii
- Antoine Reicha, Trente-six fugues pour le piano-forté : « composées d'après un nouveau système », Vienne, éditées à compte d'auteur, 1804, 127 p. 
« Notes sur certaines des Trente-six fugues », p.i-viii

Édition moderne
- (de + en + fr) Antonín Rejcha, Trente-six fugues, op.36 : « composées d'après un nouveau système », Kassel, Bärenreiter, 1973, 165 p. (catalogue no 19117-19119) (OCLC 150590079)
Václav Jan Sýkora, « Préface aux Trente-six fugues », p.2-4.

Autres partitions citées dans cet article
- Antoine Reicha, Études op.97 pour le piano-forté : dans le genre fugué, Paris, Érard, 1820, 183 p. (lire en ligne)
« Préface », p.1-8.
- Charles-Valentin Alkan, 12 Études op.39 (no 10), Paris, Richaud, 1857, 31 p. (lire en ligne)

### Ouvrages généraux
- Roland de Candé, La musique : Histoire, dictionnaire, discographie, Paris, Seuil, 1969, 688 p.
- Francis Claudon, Encyclopédie du romantisme: peinture, sculpture, architecture, littérature, musique, Paris, Somogy, 1980, 302 p. (ISBN 978-2-850-56143-6).
- Alfred Cortot, La Musique française de piano, Paris, Presses Universitaires de France, coll. « Quadrige » (no 25), 1981 (1re éd. 1930–1932), 764 p. (ISBN 2-13-037278-3, OCLC 612162122, BNF 34666356), « Les six sonatines pour piano de Maurice Emmanuel », p. 453–482.
- Louis Fleury et Alain Pâris, « Reicha, Anton », dans Walter Willson Cobbett et Colin Mason, Dictionnaire encyclopédique de la musique de chambre, vol. II : K–Z, Paris, Éditions Robert Laffont, coll. « Bouquins », 1999 (1re éd. 1929), 1627 p. (OCLC 43700186), p. 1202–1204.
- (en) James R. Currie, Music and the Politics of Negation: Musical Meaning and Interpretation, Indiana University Press, 2012, 248 p. (ISBN 978-0-253-00522-9).
- François-Joseph Fétis, Biographie universelle des musiciens et bibliographie générale de la musique, vol. 7, Paris, Leroux, 1841, 513 p..
- Gérard Garsi, La chronologie de l'histoire de la musique, Paris, Editions Jean-Paul Gisserot, 1997, 128 p. (ISBN 978-2-877-47254-8).
- Catherine Gas-Ghidina et Jean-Louis Jam, Aux origines de l'école française de pianoforte de 1770 à 1815 : actes du colloque du Centre de recherches révolutionnaires et romantiques, Université Blaise Pascal (Clermont-Ferrand, 8-9 décembre 1999), Clermont-Ferrand, Presses Universitaires Blaise Pascal, 2005, 257 p. (ISBN 978-2-84516-193-1).
  - Alban Ramaut, De deux recueils pour le piano-forté intitulés « Études », contribution à une approche de l'opus 30 et de l'opus 97 d'Anton Reicha, p. 75-86.
- Antoine Goléa, La musique, de la nuit des temps aux aurores nouvelles, Paris, Alphonse Leduc et Cie, 1977, 954 p. (ISBN 2-85689-001-6).
- (en) David Mason Greene, Greene's Biographical Encyclopedia of Composers, Reproducing Piano Roll Fnd., 1985, 1348 p. (ISBN 978-0-385-14278-6).
- (en) Maurice Hinson et Wesley Roberts, Guide to the Pianist's Repertoire (4e édition), Indiana University Press, 2013, 1216 p. (ISBN 978-0-253-01023-0).
- Charles Koechlin, Étude sur les notes de passage, Paris, Éditions Max Eschig, 1922, 75 p..
- (en) Leonard B. Meyer, Style and Music: Theory, History, and Ideology — Studies in the criticism and theory of music, University of Chicago Press, 1989, 376 p. (ISBN 978-0-226-52152-7).
- (pt) Lina Maria Ribeiro de Noronha, Politonalidade: Discurso de reação e trans-formação, vol. 78, Annablume, coll. « Selo universidade: Música », 1998, 105 p. (ISBN 978-8-574-19003-7).
- Guy Sacre, La musique de piano : dictionnaire des compositeurs et des œuvres, vol. I (A-I), Paris, Robert Laffont, coll. « Bouquins », 1998, 1495 p. (ISBN 978-2-221-05017-0).
- Guy Sacre, La musique de piano : dictionnaire des compositeurs et des œuvres, vol. II (J-Z), Paris, Robert Laffont, coll. « Bouquins », 1998, 2998 p. (ISBN 978-2-221-08566-0).
- (en) John S. Sainsbury, A Dictionary of Musicians: From the Earliest Ages to the Present Time, comprising the most important biographical contents of the works of Gerber, Choron, and Fayolle, Count Orloff, Dr. Burney, Sir John Hawkins, etc. together with upwards of a hundred original Memoirs of the Most Eminent Living Musicians, and a Summary of the History of Music, vol. 2, Londres, Sainsbury and Company, Salisbury-Square, Fleet-Street, 1824, 552 p..
- (en) Nicolas Slonimsky, Lexicon of Musical Invective : Critical assaults on composers since Beethoven's time, New York, W. W. Norton & Company, 2000 (1re éd. 1953), 325 p. (ISBN 978-0-393-32009-1).
- François-René Tranchefort, Guide de la musique de piano et de clavecin, Paris, Fayard, coll. « Les Indispensables de la musique », 1987, 869 p. (ISBN 978-2-213-01639-9), « Antoine Reicha », p. 615-616.
- « Reicha, famille de musiciens tchèques », dans Marc Vignal (dir.), Dictionnaire de la musique, Larousse, 2005, 1524 p. (ISBN 978-2-035-86059-0), p. 840.
- Émile Vuillermoz, Histoire de la musique, Paris, Fayard, coll. « Les grandes études historiques », 1979, 606 p. (ISBN 2-213-00859-0), « Reicha et Berlioz », p. 241-253.

### Monographies
- Hector Berlioz, Mémoires, vol. 1, Paris, Calmann-Lévy, 1878 (1re éd. 1870), 376 p. (lire en ligne).
- (de) Ernst Bücken, Anton Reicha, sein Leben und seine Kompositionen, Buchdruckerei von C. Wolf und Sohn, 1912, 160 p..
- David Cairns (trad. de l'anglais), Hector Berlioz. La formation d'un artiste (1803-1832), Paris, Fayard, 2002, 710 p. (ISBN 2-213-61249-8). , traduit par Dennis Collins.
- (en) David Charlton et Martyn Clarke, E. T. A. Hoffmann's Musical Writings : Kreisleriana, etc., Cambridge University Press, 2003, 496 p. (ISBN 978-0-521-54339-2).
- Christophe Corbier, Maurice Emmanuel, Paris, Bleu nuit éditeur, coll. « Horizons », 2007, 176 p. (ISBN 2-913575-79-X).
- Maurice Emmanuel, Antonin Reicha, Paris, Henri Laurens, coll. « Les musiciens célèbres », 1937, 124 p. (ISSN 1772-0168, BNF 42976219).
- Brigitte François-Sappey et François Luguenot, Charles-Valentin Alkan, Paris, Bleu nuit éditeur, coll. « Horizons », 2013, 176 p. (ISBN 978-2-35884-023-1).
- (en) Mellasenah Young Morris, A Style Analysis of the Thirty-six Fugues for piano, op.36, by Anton Reicha, Peabody Conservatory of Music, 1980, 141 p..
- (en) Dallas Kern Holoman, Berlioz, Harvard University Press, 1989, 687 p. (ISBN 978-0-674-06778-3).
- (en) Noel Howard Magee, Anton Reicha as Theorist, University of Iowa, 1977, 552 p. .
- (en) Andrew R. Noble, The Subject in Anton Reicha's Trente-six Fugues : An Accompaniment to the critical Edition of Anton Reicha's Trente-six Fugues pour le piano-forté, composées d'après un nouveau système, Cologne, Dohr, 2012, 130 p. (ISBN 978-3-936-65598-8).
- Antoine Reicha, Autobiographie d'Antoine Reicha, Paris, Bibliothèque de l'Opéra (no 2073), 1836, 63 p.
- Claude Rostand, Franz Liszt, Paris, Seuil, coll. « Solfèges » (no 15), 1960 (réimpr. 1988), 188 p. (ISBN 978-2-020-002356).
- Pierre-René Serna, Berlioz de B à Z, Paris, Van de Velde, 2006, 264 p. (ISBN 2-85868-379-4).
- Pierre-René Serna, Café Berlioz, Paris, Bleu nuit éditeur, 2019, 176 p. (ISBN 978-2-35884-058-3), « Du côté des dénigreurs de Berlioz : Voyage impromptu dans l'histoire de l'extrême-droite française », p. 9-20.
- (en) Michael Short, Liszt Letters in the Library of Congress, Pendragon Press, 2003, 391 p. (ISBN 978-1-576-47020-6).
- (en) Ronald Stevenson et Chris Walton, Song in gold pavilions : Ronald Stevenson on music, Stellenbosch, SUN MeDIA, 2009, 148 p. (ISBN 978-1-920-10968-4).
- (en) Robert James Stove, César Franck : His Life and Times, Lanham, Maryland, Scarecrow Press, 2012, 373 p. (ISBN 978-0-810-88207-2).
- (en) R. Larry Todd, Mendelssohn's musical education : A study and edition of his exercises in composition, Cambridge University Press, 1983, 260 p. (ISBN 978-0-521-24655-2).

### Articles et analyses
- Hector Berlioz, « Biographie — Reicha (Antoine) », Revue et gazette musicale de Paris (5e année, no 28),‎ 15 juillet 1838, p. 3-5.
- Henri Blanchard, « Des successeurs de Reicha », Revue et gazette musicale de Paris (3e année, no 24),‎ 12 juin 1836, p. 6-7.
- (de + en + fr) Louise Bernard de Raymond, Jean-Pierre Bartoli et Herbert Schneider (dir.), Antoine Reicha, compositeur et théoricien : Actes du Colloque international tenu à Paris du 18 au 20 avril 2013, Hildesheim, Georg Olms Verlag, coll. « Musikwissenschaftliche Publikationen » (no 44), 2015, 468 p. (ISBN 978-3-487-15096-3). 
  - Philippe Bernard de Raymond, Antoine Reicha à Paris (1808-1836) : entre reconnaissance sociale et constitution d'un patrimoine, un rêve réalisé ?, 2015, p. 13-64.
  - Alban Ramaut, Anton Reicha et l'Allemagne, à Paris, 2015, p. 87-108.
  - (en) Keith Chapin, Antoine Reicha and the Three Identities of the Learned Musician, 2015, p. 109-118.
  - Louise Bernard de Raymond, Reicha lecteur de Rousseau : les écrits théoriques face au Dictionnaire de musique, 2015, p. 119-143.
  - (en) Frank Heidlberger, Traces of the Past, or Visions of a Bright Future ? Antoine Reicha's Music Theory and Hector Berlioz's Compositional Practice, 2015, p. 185-198.
  - (de) Herbert Schneider, Reicha und Beethoven : Wechselseitige Einflüsse auf dem Gebiet der Komposition, 2015, p. 215-253.
  - Jean-Pierre Bartoli, Reicha et la Fantaisie, 2015, p. 257-275.
  - (en) Andrew R. Noble, Identifying the Subjects of Anton Reicha's Trente-six Fugues, 2015, p. 277-283.
  - Ana Stefanovic, L'Art de varier op.57 d'Antoine Reicha : une œuvre au croisement du passé et du futur, 2015, p. 285-302.
- (en) Michael Bulley, « Reicha's 13th fugue », The Music Review, Cambridge, vol. 46, no 3,‎ août 1985, p. 163-169.
- Jean Chantavoine et Maurice Gaudefroy-Demombynes, L'Ère Romantique — tome 3 : Le Romantisme dans la musique européenne, Paris, Albin Michel, 1955, 608 p. (ISBN 978-2-226-22554-2).
- Collectif et Albert Richard (éd.), Hector Berlioz, Paris, La Revue musicale, 1956, 147 p.
  - Jean Roy, Berlioz vivant, p. 7–14.
  - Jacques Chailley, Berlioz harmoniste, p. 15-30.
  - Georges Favre, Berlioz et la fugue, p. 38-44.
- (pt) Marcos Pablo Dalmacio, « As fugas para piano de Anton Reicha, uma visão de futuro », Música,‎ 2003, p. 353-365 (lire en ligne). .
- Émile Duchêne, « Essai sur la fugue symétrique », Le Monde Musical, Paris,‎ 31 octobre 1934, p. 271-272.
- (en) Jean-Jacques Dünki, « Antonin Reicha and his 36 Fugues for piano », Piano Bulletin,‎ 22-25 octobre 2015, p. 134. , 37e conférence de l'EPTA (European Piano Teachers Association).
- Antoine Elwart, Dictionnaire de la conversation et de la lecture, vol. 46 (Par - Res), Paris, Belin-Mandar, 1838, 492 p., p. 409-411.
- (en) Michael Marissen (dir.), Creative Responses to Bach, from Mozart to Hindemith, University of Nebraska, coll. « Bach Perspectives (no 3) », 1998, 160 p. (ISBN 978-0-803-21048-6).
  - (en) Ludwig Finscher, Bach's Posthumous Role in Music History, 1998, p. 1-20.
- Maurice Emmanuel, « Anton Reicha, Maître de Franck », Le Correspondant,‎ 10 mai 1929, p. 449–465 (lire en ligne).
- Albert Lavignac et Lionel de La Laurencie (dir.), Encyclopédie de la musique et dictionnaire du conservatoire, vol. 1–11, Paris, Delagrave, 1913–1931, 3920 p. (lire en ligne).
- Sylvie Douche, Maurice Emmanuel, compositeur français, Université de Paris-Sorbonne (Paris IV), Prague, Bärenreiter, 2007, 288 p. (ISBN 978-8-086-38534-1).
  - Alban Ramaut, « Pour une lecture du Antonin Reicha de Maurice Emmanuel », p. 25-45.
- Joël-Marie Fauquet, Catherine Massip et Cécile Reynaud, Berlioz : textes et contextes, Paris, Société française de musicologie, 2011, 326 p. (ISBN 978-2-853-57022-0).
  - Rémy Stricker, « Berlioz et Reicha — une relation ambiguë », p. 209-220. 
  - Gianfranco Vinay, « Edgard Varèse, héritier de Berlioz au XXe siècle », p. 295-302.
- (en) Paul Walker, The New Grove Dictionary of Music and Musicians : Fugue: The romantic era, Londres, Macmillan, 2001 (2e édition), 25000 p. (ISBN 978-0-195-17067-2, lire en ligne).